# Laurent Mainfray
Laurent Mainfray, né en 1963, est un trampoliniste français.
Il est médaillé d'argent en trampoline par équipes aux Championnats d'Europe 1981 à Brighton avec Lionel Pioline, Gilles Sogny et Daniel Cola. Le même quatuor est médaillé d'or par équipe aux Championnats du monde 1982 à Bozeman.
Aux Championnats du monde 1984 à Osaka, il est médaillé de bronze en trampoline par équipes avec Lionel Pioline, Hubert Barthod et Daniel Péan. Le même quatuor est médaillé d'argent par équipes aux Championnats d'Europe 1985 à Groningue ainsi qu'aux Championnats du monde 1986 à Paris.